# Via Rheni
Die Via Rheni (deutsch: Rheinstraße) war Teil einer wichtigen Nord-Süd-Verbindung vom Rheinland über die Schwäbische Alb nach Oberschwaben und von dort über die Alpen nach Italien. Sie ist als Via Rheni 1191 urkundlich belegt und ihr Verlauf durch den Schönbuch durch Geländespuren und Wegebezeichnungen gesichert. Anders als der lateinische Name vermuten ließe, handelt es sich hierbei nicht um eine der bekannten Römerstraßen, wenngleich große Abschnitte wahrscheinlich auch von den Römern und möglicherweise schon in vorrömischer Zeit genutzt wurden. Im Bereich des zentralen Abschnittes dieser Straße, in den Landkreisen Tübingen und Böblingen sowie dem früheren Landkreis Leonberg, ist diese Straße heute noch bekannt und auf einigen Karten unter den Bezeichnungen Rheinstraße, Rheinsträßle oder auch Heerstraße zu finden. Sie ist in vielen Abschnitten noch immer als Feld- oder Waldweg bzw. als Straße in Gebrauch. Sie hat jedoch ihre ursprüngliche Bedeutung mit dem aufkommenden Straßen- und Wegebau im 18. Jahrhundert verloren und ist deshalb in der heutigen Landschaft kaum noch als diese ehemals bedeutende Fernstraße wahrnehmbar.

## Geschichte
Die Rheinstraße ist Teil der Königsstraße von Italien und von Augsburg und Ulm nach Worms und Speyer. Auf dem zentralen Stück dieser Route verlief zeitweilig auch die Handelsstraße von der Ostschweiz, dem Bodensee, Zürich und den Städten im Oberland (z. B. Rottweil, Villingen) zur Frankfurter Messe. Diese letztere Route verlief über Herrenberg, Weil der Stadt und Pforzheim und wurde für eine Zeitlang (zumindest in einer Kernzeit von 1466 bis 1510) über Ehningen, Dagersheim, Leonberg und Vaihingen an der Enz umgelenkt.
Der Name „Rheinstraße“ betont die Wichtigkeit dieser Straße für den Bereich der oben genannten Landkreise. Teile dieser Region gehörten damals zum Bistum Speyer (= am Rhein).
Als Königsstraße war die Rheinstraße Geleitstraße. Das Recht über den Geleitschutz und die Einnahme von Zöllen fiel auf der Via Rheni unter die Regalien und stand somit dem König zu beziehungsweise konnte von diesem weiterverliehen werden.
Im Jahre 965 soll Kaiser Otto der Große, von Pavia in Oberitalien kommend, mit seinen Söhnen, König Otto II. und Erzbischof Wilhelm von Mainz, bei Heimsheim zusammen getroffen sein. Obwohl nirgends ein offizieller Hinweis auf den Weg, den er nahm, gegeben ist, ist es aufgrund einer Überlieferung recht wahrscheinlich, dass die Rheinstraße gemeint ist.
Urkundlich erwähnt wird die Rheinstraße unter der Bezeichnung Via Rheni in Urkunden des Klosters Bebenhausen aus den Jahren 1191 und 1193, die in lateinischer Sprache verfasst sind. Die Rheinstraße führt auch heute noch zwischen dem inneren und äußeren Ring der Klosterummauerung über das Klostergelände.
Im Jahr 1363 verlieh Papst Urban V. der Kirche St. Pelagius von Mauren einen Ablass für ihre Besucher. Seitdem bis zur Reformation war diese Kirche eine weithin bekannte Wallfahrtskirche, wie der große, heute noch vorhandene Bau leicht erahnen lässt, der um 1460/70 anstelle einer Kapelle auf diesem kleinen Gut entstand. Ein nicht unwesentlicher Teil der Pilger wird die Rheinstraße genutzt haben.
Einzelne Funde in Sichtweite dieser Straße (Stele von Holzgerlingen, Hügelgräber südwestlich von Böblingen) könnten darauf hindeuten, dass diese Altstraße zumindest in Abschnitten möglicherweise bereits in keltischer Zeit genutzt wurde. Auch die Römer werden wohl Abschnitte dieser Straße genutzt haben, wahrscheinlich aber als kommunale Straße (via principalis), denn in der römischen Fernstraßenkarte, der Peutingerschen Tafel, ist sie nicht verzeichnet. Anders die querende Römerstraße Neckar–Alb–Aare von Köngen über Rottenburg (Sumelocenna) nach Rottweil (Arae Flaviae) und die (namenlose) Römerstraße von Stuttgart-Bad Cannstatt über Leonberg und Rutesheim nach Pforzheim (Portus), die von der Via Rheni jeweils in einem Abschnitt genutzt werden.

## Verlauf
Der Verlauf ist oft nicht eindeutig. Da die Straße nur in einigen Abschnitten mehr oder weniger gut befestigt war, ist sie heute in den zahlreichen nicht befestigten Abschnitten nur noch indirekt, nämlich durch die Folgen des Verkehrs nachweisbar. Damit sind vor allem Hohlwege gemeint, die sich durch die Nutzung durch Viehtrieb und Wagen langsam in den Boden eingegraben und durch Erosion weiter vertieft haben. An zahlreichen Stellen sind diese heute noch einigermaßen erhalten und lassen dadurch den Verlauf der Rheinstraße besser lokalisieren. Wo allerdings nicht Wald die Hohlwege geradezu konserviert hat, sind durch intensive Landwirtschaft die meisten Spuren verschwunden.
Die Via Rheni verläuft aus Richtung Ulm kommend über die Schwäbische Alb, führt entlang der Holzelfinger Steige ins Echaztal hinab und über die Große Heerstraße nach Pfullingen. Dort überquert sie kurz nach dem Lindenplatz die Echaz, erklimmt mit einer Steigung von 16 % im Bereich des heutigen Georgenwegs die Höhe des Georgenbergs, zieht auf diesem über die Steinenbergstraße hinab nach Reutlingen und weiter bis Kirchentellinsfurt und durchquert dort den Neckar. Bei Lustnau zweigt sie in den Schönbuch ab und durchquert diesen hinter Bebenhausen in nordwestlicher Richtung, westlich am Schaichhof vorbei, über Altdorf und östlich an Mauren vorbei bis Böblingen-Dagersheim. Der noch heute schnurgerade Verlauf der Waldwege „Böblinger“ und „Altdorfer Sträßchen“ nördlich von Bebenhausen ist vermutlich römischen Ursprungs. Die Geradlinigkeit der Landstraße Lustnau – Bebenhausen entstand dagegen erst durch Ausbau in den 1840er Jahren. Im felsigen Untergrund der 450 m langen Weihersteige mit einer Steigung von 13 % nördlich des ehemaligen Klosters Bebenhausen sind heute noch die im Lauf der Zeit eingegrabenen Spuren der Wagenräder zu erkennen.
In Dagersheim wird das Flüsschen Schwippe auf einer Furt, die bis zum Bau des Rathauses 1964 an dieser Stelle vorhanden war, durchquert. In der Fortsetzung verläuft sie erst noch asphaltiert, dann mit Unterbrechungen als Feldweg weiter über die Hochfläche westlich des Ihinger Hofs und östlich des Güthlerhofs vorbei über den Mühlberg und steigt dann Richtung Malmsheim hinab. Nach Durchquerung des Rankbachs auf einer Furt wendet sie sich nach Nordwesten und verläuft fächerartig in zahlreichen Trassen über den Hohenberg bzw. nördlich bis hin durchs Tiefental, um dieses Gebiet herum und steigt dann hinab nach Heimsheim. Sie führt östlich der früheren Altstadt über das Gebiet der heutigen Heerstraße geradewegs am Gewann Ottenbühl vorbei auf den Betzenbuckel südöstlich von Friolzheim.
Dort schwenkt sie dann nach Westen und nutzte die alte von Bad Cannstatt kommende Römerstraße bis Pforzheim.

## Verlaufsvarianten
Neben der hier beschriebenen Route werden in der Literatur bisweilen variierende Verläufe angegeben, oft ohne dass dort andere Routenverläufe in Betracht gezogen werden. Die oben detailliert beschriebene Route stellt die mit großem Abstand am besten dokumentierte Route dar. Einige der in der Literatur ebenfalls genannten Routen werden nachfolgend als Varianten aufgeführt:
- Für den Abstieg ins Echaztal könnte einige Zeit lang auch die Römerstraße über die Honauer Steige genutzt worden sein, die sich dann entlang des westlichen Talrands bis Pfullingen zieht.
- Um 1030 wurde die Burg Achalm gegründet. Es ist wahrscheinlich, dass ab dem Bau des geradlinigen Burgwegs (heute Marktstraße) von Pfullingen her die Via Rheni diese Strecke nahm und dann auf die von Eningen kommende Straße nach Reutlingen einschwenkte.[13]
- Ca. 1,5 km nördlich der ehemaligen Dagersheimer Furt kreuzt die Via Rheni die heutige Mühlackerstraße. Dort, bei einer uralten Linde, einer alten Unterstandshütte und einer teilweise zerstörten Gruhe zweigt von der beschriebenen, nordwestlich verlaufenden Rheinstraße eine Route in nordöstlicher Richtung ab. Diese verläuft heute als normale Straße durch Maichingen und Magstadt. Über den hufeisenförmigen Waldgürtel, der Warmbronn umgibt, fächerte sich die Rheinstraße auf zu unzähligen Hohlwegen, die noch mit zum Teil beeindruckenden Dimensionen erhalten sind. Von Eltingen aus führt diese Route dann westlich an Leonberg vorbei, über Gebersheim, Heimerdingen, Hochdorf, Enzweihingen, Vaihingen/Enz, Maulbronn und Bretten Richtung Speyer und Worms und nach Frankfurt am Main. Diese Route, besonders aber der Abschnitt im Raum Warmbronn, wurde offenbar sehr stark frequentiert, wie die großen, bereits aus der Zeit vor dem 13. Jahrhundert stammenden Hohlwege in diesem Raum schließen lassen.[14]
- In der zweiten Hälfte des 15. und zu Beginn des 16. Jahrhunderts wurde seitens der Württemberger alles versucht, die Fuhrleute auf die Route über Leonberg zu zwingen. Zu dieser Zeit verlief die Route offenbar westlich um Warmbronn herum, vorbei am Renninger See und über den Längenbühl, wobei der Maisgraben auch heute noch über eine stabile gewölbte Brücke gequert wird, die auf diese Maßnahme zurückgehen könnte. Somit war eine längere Strecke auf württembergischem statt auf badischem Gebiet zu befahren, womit von Württemberg höhere Wegezölle und sonstige Abgaben vereinnahmt werden konnten.[15]
- Es gibt Hinweise darauf,[9][16] dass es auch eine Variante gab von Tübingen über Herrenberg, vorbei an Althengstett, Merklingen und Hausen, dann auf badischem Gebiet weiter an Mühlhausen und Tiefenbronn vorbei durch den Hagenschieß, wo sie sich wieder mit der Hauptroute Richtung Pforzheim vereinigte. Spuren lassen sich in Karten oder der Natur noch finden bei Althengstett, und von Merklingen bis zum Hagenschieß.
- Eine kurze Querverbindung bildet eine weitere Variante: Ein Hinweis[12] berichtet von einem Verlauf der Rheinstraße vom Ihinger Hof über Weil der Stadt nach Merklingen.

Die Furt in Dagersheim kann also über sämtliche Jahrhunderte hinweg als zentraler Punkt fast aller bekannten Varianten der Rheinstraße angesehen werden.

## Warmbronner Hohlwege und verkehrslenkende Maßnahmen
Im Verlauf der Rheinstraße befinden sich an den Hangkanten beiderseits des den Warmbronner Talkessel hufeisenförmig umschließenden Höhenrückens zahllose Hohlwege. Inzwischen konnten diese bestimmten Zeiträumen und Trassenverläufen im Raum Warmbronn zugeordnet werden. In diesem Zusammenhang wurde ein ca. 2 km langer Wallgraben („Warmbronner Limes“) entlang des südwestlichen Waldrandes entdeckt, der offensichtlich die Aufgabe hatte, die von Süden kommenden Verkehrsströme zu bündeln und über die erwähnte Talquerung westlich von Warmbronn zu führen. Diese Maßnahme dürfte zusammenhängen mit den Bemühungen der Württemberger in der zweiten Hälfte des 15. Jahrhunderts, die Fuhrleute auf die Variante über Leonberg zu zwingen. Weitere, weitaus kleinere Wallgraben-Anlagen in diesem Gebiet um Warmbronn haben offenbar dieselbe Funktion: Schutz vor Zerstörung von Ackerflächen durch Wagenspuren, die beim Versuch, schwer passierbaren Wegstellen auszuweichen, zwangsläufig entstehen.
Solche Hohlwege, aber in geringerer Zahl, sind auch im Waldgebiet zwischen Mauren und Dagersheim zu finden, vereinzelt aber auch immer wieder auf der gesamten übrigen Strecke, beispielsweise zwischen Malmsheim und Heimsheim und zwischen Heimsheim und der Höhe des Betzenbuckels.